# مونفرمی
شهر مونفرمی (به فرانسوی: مونفرمی) در شهرستان سن-سن-دنی در ناحیه ایل-دو-فرانس با جمعیت ۲۶٬۱۲۱ نفر در کشور فرانسه واقع شده‌است